# Berliner Tor (Templin)

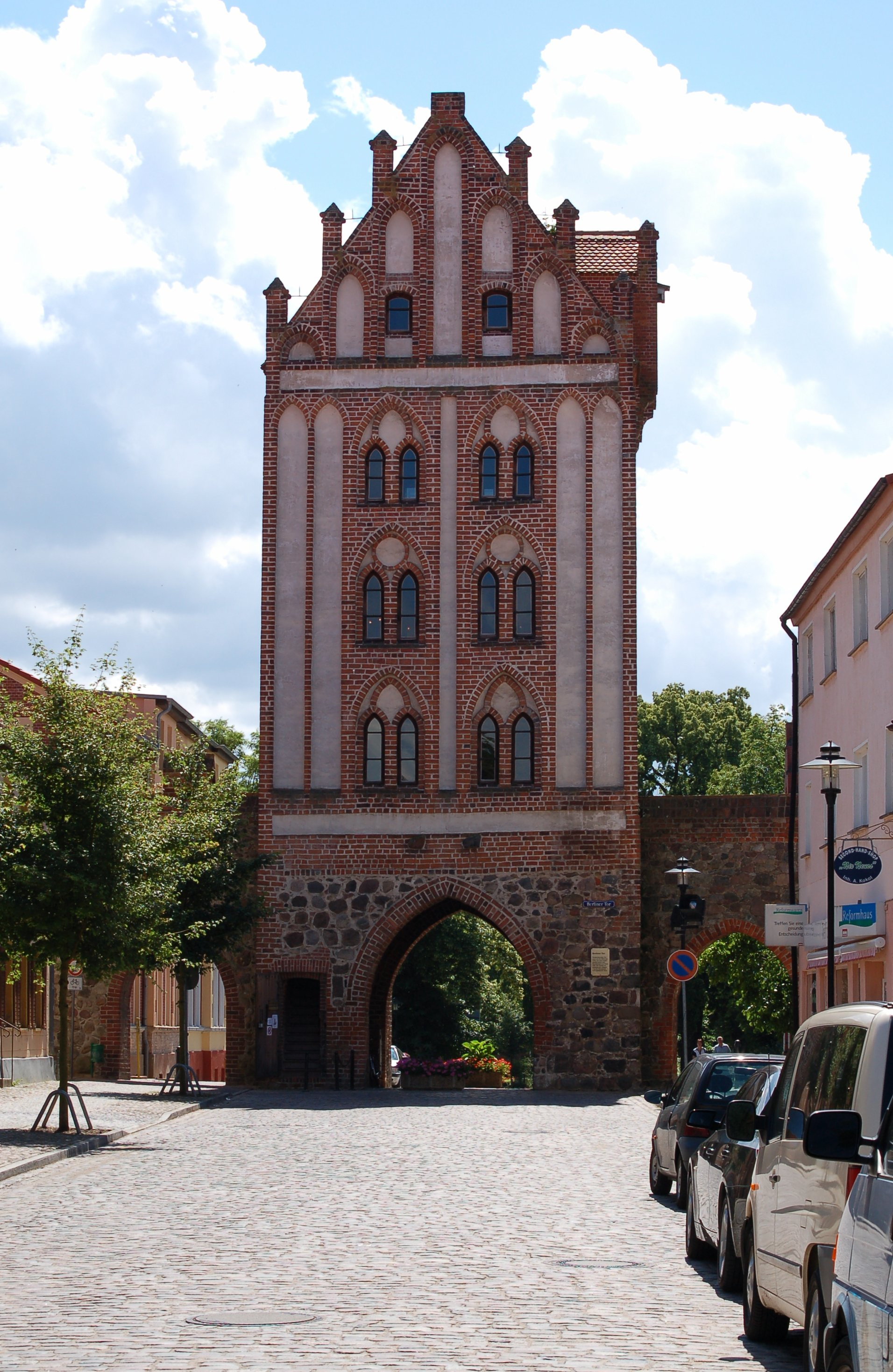
Berliner Tor 2007

Das Berliner Tor in Templin ist ein Bestandteil der ehemals 1735 m langen Stadtmauer.

## Baubeschreibung
Das Tor besitzt reich gegliederte Giebel und ist auf seiner der Stadt zugewandten Seite mit Blendnischen ausgestattet. Durch seine militärische Aufgabe bedingt, wurde es beim Bau im Übrigen kaum mit Schmuck versehen.

## Geschichte
Das Tor wurde in der zweiten Hälfte des 13. Jahrhunderts zusammen mit der Stadtmauer errichtet und ist mit ihr über eine Wach- und Verteidigungsanlage über der Tordurchfahrt verbunden. 1860 wurde das mittlerweile marode Tor erneuert und als Kornspeicher umgebaut. Das Dach wurde vergrößert und mit einer Winde versehen. So war es nun möglich, Waren direkt in neu geschaffene Luken auf der nördlichen Seite zu verladen.
Das Tor ist als Bestandteil der noch vollständig erhaltenen Wehranlage denkmalgeschützt und spiegelt in seiner heutigen Erscheinungsform den baulichen Zustand in der ersten Hälfte des 14. Jahrhunderts.
Die drei Etagen des Tores werden als Ausstellungsfläche genutzt.